# Chlorodrepana pauliani
Chlorodrepana pauliani är en fjärilsart som beskrevs av Claude Herbulot 1972. Chlorodrepana pauliani ingår i släktet Chlorodrepana och familjen mätare. Inga underarter finns listade i Catalogue of Life.